# ماری پروو
ماری پـِروو (فرانسوی: Marie Prevost‎؛ ‏ ۸ نوامبر ۱۸۹۸ – ۲۱ ژانویهٔ ۱۹۳۷) بازیگر اهل کانادا بود.
از فیلم‌هایی که وی در آن نقش داشته است، می‌توان به یانکی دودل در برلین، سالومه در برابر شنندوا، قهرمان یک شهر کوچک، گناه مادلن کلوده، عشق، شرافت و سلوک، هتل کی‌استون، پائین مزرعه و هیاهو اشاره کرد.